# 猿の腰掛け
数学における猿の腰掛け（さるのこしかけ）[各言語名称]とは次式で示される曲面を指す。猿の鞍（さるのくら）ともいう。 
{\displaystyle z=x^{3}-3xy^{2}}
円筒座標系では次式で示される。
{\displaystyle z=\rho ^{3}\cos(3\varphi )}

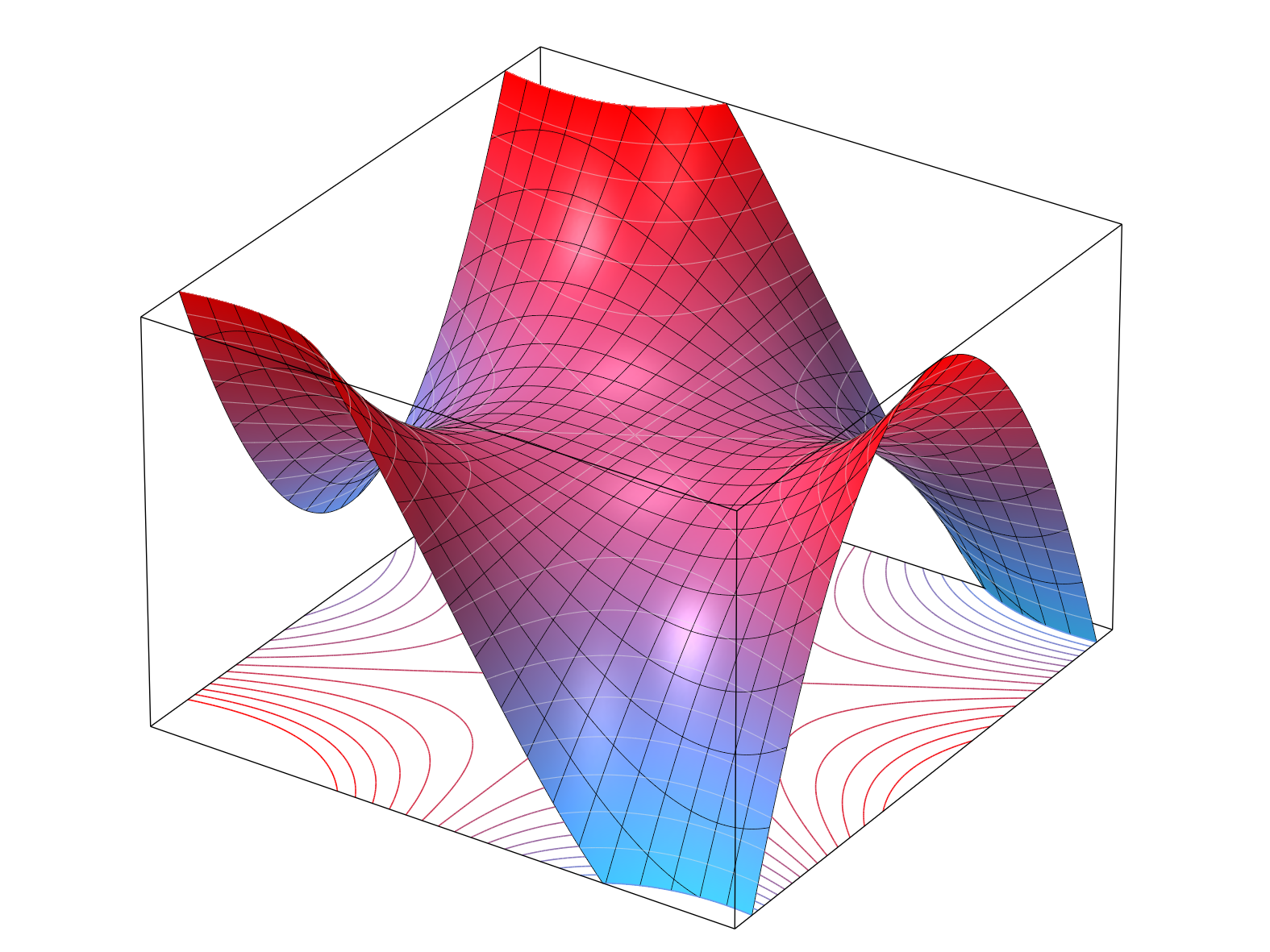
猿の腰掛け

猿の腰掛けは鞍点を有する曲面の一種であり、この名は猿が座るための鞍には、両脚と尻尾のための計3つの方向へくぼむ谷が要るという考えから来ている。猿の腰掛けの点 (0, 0, 0) は、その曲面の関数 z(x, y) に (0, 0) を代入した時に生じる退化臨界点に対応している。猿の腰掛けは、原点でガウス曲率が0の孤立した臍点を持ち、他の点では曲率が常に負である。
直交座標と円筒座標の二式は、複素数 {\displaystyle x+iy=re^{i\varphi }}を用いて次のように関連付けることができる。
{\displaystyle z=x^{3}-3xy^{2}=\operatorname {Re} [(x+iy)^{3}]=\operatorname {Re} [r^{3}e^{3i\varphi }]=r^{3}\cos(3\varphi )}
円筒座標の式において、3 の部分を任意の整数 k ≥1 に置き換えると、k 個の谷を持つ鞍を作ることができる。
猿の腰掛けは、x + y + z + xyz = 0 と定義されるSmelt petal としても説明できる。したがって、猿の腰掛けの z 軸はSmelt petal における方向 (1,1,1) に対応する。

Smelt petal: x + y + z + xyz = 0

## 馬の鞍
「馬の鞍」という用語は、猿の腰掛けと対比的に使われ、関数 z(x, y) が通常の鞍点を持ち、xy平面のあらゆる方向に対して局所的な最小値または最大値となる普通の鞍面を指す。一方、猿の腰掛けはxy平面のすべての方向において変曲点となる鞍点を持つ。